# Mona Muscă
Mona Octavia Muscă (* 4. Mai 1949 in Turda) ist eine rumänische Politikerin, die von 1996 bis 2004 Mitglied der Abgeordnetenkammer und 2004–05 Kulturministerin im Kabinett Călin Popescu-Tăriceanus war.

## Leben
Muscă wurde 1972 an der philologischen Fakultät der West-Universität Temeswar promoviert. Danach unterrichtete sie bis 1975 römische Literatur an der Allgemeinschule Gurba im Kreis Arad. Von 1975 bis 1982 war sie wissenschaftliche Assistentin an der Universität Temeswar, danach bis 1996 wissenschaftliche Mitarbeiterin am Linguistischen Institut Iorgu Iordan der Rumänischen Akademie.
Nach der rumänischen Revolution 1989 schloss sich Muscă der Alianţa Civică an, aus der die Partidul Alianța Civică (PAC) hervorging. Von 1991 bis 1995 gehörte sie dem Nationalrat der Partei an und leitete die Abteilung Öffentlichkeitsarbeit. 1995 wurde sie Mitglied der Partidul Național Liberal (PNL) und 1996 als deren Mitglied Abgeordnete in der Abgeordnetenkammer. Dort gehörte sie u. a. den Kommissionen für Kultur, Kunst und Massenmedien (1996–2007), Gleichberechtigung (2004–2004, 2006–2007) und Außenpolitik (2007) an und initiierte neben anderen Gesetzen zum Tierschutz, zum freien Zugang zu Informationen von öffentlichem Interesse, zum Betrieb der Nachrichtenagentur AGERPRES und zum Schutz von Opfern häuslicher Gewalt.
2004 wurde Muscă im Kabinett Călin Popescu-Tăriceanus Kulturministerin, trat aber bereits im Folgejahr von dieser Funktion zurück. Nachdem der Nationale Rat für das Studium der Archive der Securitate (Consiliul Național pentru Studierea Arhivelor Securității (CNSAS)) festgestellt hatte, dass Muscă sich in den 1970er Jahren zur Zusammenarbeit mit der Securitate verpflichtet und Berichte über ausländische Studenten verfasst hatte, gab sie 2007 ihr Mandat in der Abgeordnetenkammer auf und trat aus der PNL aus.